# Monet192
Monet192, pseudonimo di Karim Russo (San Gallo, 1997), è un rapper svizzero.

## Biografia
Di origini italiane, macedoni e tunisine, si è fatto conoscere nel 2018 per mezzo dell'EP 192, che ha fatto il proprio ingresso nella Schweizer Hitparade alla 58ª posizione. Ha in seguito inciso diversi singoli e collaborazioni, che hanno permesso all'artista di ottenere una candidatura agli MTV Europe Music Awards come miglior artista svizzero, oltre a fruttargli una vittoria nella categoria Best Talent nell'ambito del Swiss Music Award, il principale riconoscimento musicale dell'industria musicale svizzera.
Nel 2019 è entrato a far parte della divisione tedesca della Warner e l'anno seguente ha conquistato la sua prima top ten sia nella hit parade svizzera, nella austriaca che nelle Offizielle Deutsche Charts. Nel medesimo anno è stato reso disponibile il primo album in studio Medical Heartbreak, che ha esordito nella top forty della graduatoria della Svizzera.
Il disco successivo, intitolato Four Seasons e uscito nel 2021, ha conseguito risultati maggiori poiché si è collocato al 4º posto della Schweizer Hitparade e in top twenty nella classifica tedesca, riuscendo a fare il proprio ingresso anche nella Ö3 Austria Top 40. La popolarità riscontrata nel corso dell'anno precedente ha garantito all'artista due ulteriori candidature al SMA.

## Discografia

### Album in studio
- 2020 – Medical Heartbreak
- 2021 – Four Seasons
- 2022 – Champions Club
- 2023 – Electus
- 2023 – Cuffing Season

### EP
- 2018 – 192
- 2019 – T'es pas toi-même
- 2020 – Rush Hour (con Dardan)
- 2021 – Kinder der Sonne

### Singoli
- 2018 – Jage die Mi000000
- 2018 – Alles (feat. Sansv192)
- 2018 – Tranquille (con TOLGVN)
- 2018 – Baby ich brauch Dich (con Sansv192 e Dias Pora)
- 2018 – Pronto mi dinero (con Qbano e Akkurat feat. Yasniel Navarro)
- 2018 – Nokia
- 2018 – Bruxelles x Paris
- 2019 – Manege frei
- 2019 – Tu es
- 2019 – Papi (feat. Badmómzjay)
- 2019 – The New
- 2019 – Niemalsland
- 2020 – Para, Money, E's (con Jiggo)
- 2020 – Diamonds
- 2020 – H<3tel (con Dardan)
- 2020 – Dämon (feat. Hatik)
- 2020 – Live
- 2020 – Wieder mal (con Fourty)
- 2020 – Kanak (con Eren Can e Batu)
- 2020 – Gar kein Bock (con Dardan)
- 2020 – Backseat
- 2020 – 21 Gramm
- 2020 – Sorry Not Sorry (feat. Takt32 & Badmómzjay)
- 2020 – Wolken
- 2020 – Spotlight (feat. Lune)
- 2021 – Salty
- 2021 – Wohin
- 2021 – Sterne
- 2021 – Feuer
- 2021 – Vorbei
- 2021 – Narben
- 2022 – Billigwein
- 2022 – Kippe im Wind
- 2022 – Mitten in der Nacht
- 2022 – Fehler (con Mike Singer)
- 2022 – Nie begegnet (con Esther Graf)
- 2022 – Champions Club
- 2022 – Love (con Juh-Dee)
- 2022 – Da (feat. Fourty & Nael)
- 2022 – Click Clack
- 2022 – Lauf über Wasser (feat. Badchieff)
- 2022 – Missing You (con Nael)
- 2022 – Jeden Tag (feat. Civo)
- 2022 – Time Out
- 2023 – Shocks
- 2023 – Lange wach
- 2023 – 20 Tage Regen
- 2023 – Kein Herz
- 2023 – Flammen
- 2023 – F* I Love It
- 2024 – Ella
- 2024 – Dezember
- 2024 – Step by Step
- 2024 – Obsessions
- 2024 – Body
- 2024 – Water (con Loc 079 e Lyfrix)
- 2024 – Rosa
- 2024 – Wo willst du hin
- 2024 – Two Seater (con Guè)
- 2024 – Can You Play Hard
- 2024 – Bedroom
- 2025 – Do You Love Me
- 2025 – Wanna Party (con Bojan)
- 2025 – Nicht Perfekt
- 2025 – Make Love (con Bojan)
- 2025 – Ô dis où t'es
- 2025 – Tout